# Alice in Chains 2007 North American Tour
Alice in Chains 2007 North American Tour – trasa koncertowa amerykańskiej grupy muzycznej Alice in Chains. Tournée składało się łącznie z 54 koncertów zagranych na terenie Ameryki Północnej. W ramach trasy, zespół występował jako gość specjalny w ramach Re-Evolution Tour formacji Velvet Revolver. Jako support grały zespoły Kill Hannah oraz Sparta.
Równolegle w trakcie trwania wspólnej trasy z Velvet Revolver, grupa Alice in Chains zorganizowała akustyczne mini tournée Acoustic Hour, w ramach którego zagrała 15 występów.

## Opis trasy
Zespół Alice in Chains na początku sierpnia dołączył w charakterze gościa specjalnego, do formacji Velvet Revolver, występującej w ramach światowego tournée Re-Evolution Tour. W wywiadzie dla stacji muzycznej MTV, wokalista Velvet Revolver Scott Weiland, odnosząc się do wspólnych występów, stwierdził: „Są naszymi dobrymi przyjaciółmi i oczywiście, że mają niesamowite utwory. Ludzie komentowali, że ich koncerty były wspaniałe a oni potrafili gromadzić tłumy, więc doszliśmy wspólnie do wniosku, że będzie to fajne przedsięwzięcie”. W udzielonym pod koniec września wywiadzie dla tygodnika New Times Broward-Palm Beach, gitarzysta Slash przyznał: „To jedna z najlepszych tras w jakiej kiedykolwiek brałem udział. To super, bo jesteśmy jako zespół naprawdę dobrymi przyjaciółmi z chłopakami z Alice in Chains. Jesteśmy z podobnych środowisk, podobnego okresu. To jest naprawdę fajne”. Koncerty rozpoczęły się występem w Baltimore w ramach Virgin Festival i trwały do 12 grudnia. Wspólna trasa obu zespołów liczyła w sumie 39 występów. Jako support występowały formacje Kill Hannah oraz Sparta. Wokalista Alice in Chains, William DuVall w jednym z wywiadów stwierdził, że wspólna trasa z Velvet Revolver była „bardzo energiczna”.

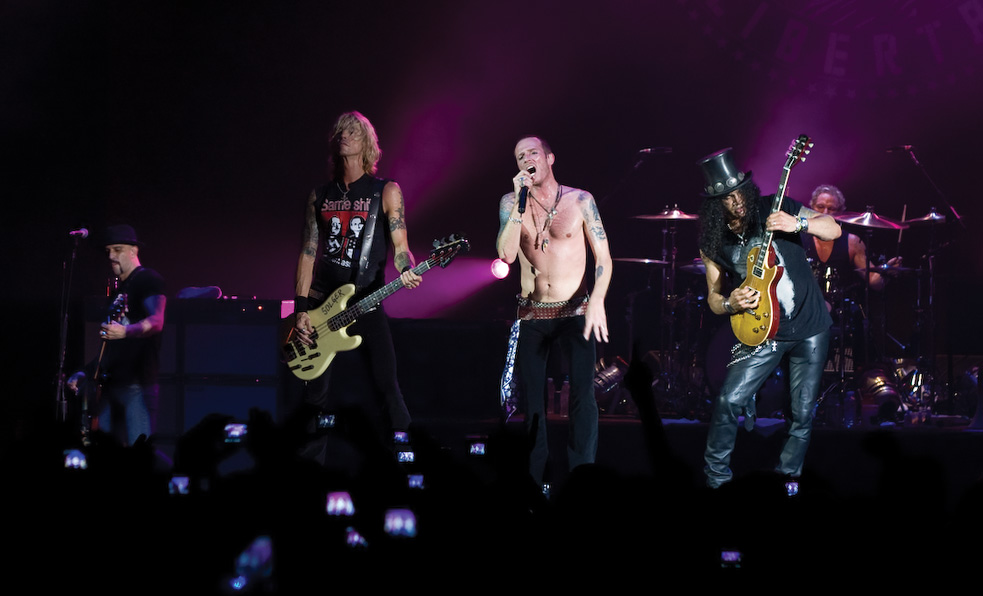
Zespół Alice in Chains występował gościnnie ramach Re-Evolution Tour formacji Velvet Revolver

Równolegle z tournée Re-Evolution Tour, zespół Alice in Chains zorganizował własną, akustyczną mini-trasę Acoustic Hour. Trwała ona od 31 sierpnia do 25 października i składała się z 15 występów. Była to pierwsza w pełni akustyczna trasa w historii grupy. W przeszłości, kwartet grał sporadyczne koncerty przy akompaniamencie instrumentów akustycznych, jak na przykład 7 stycznia 1994, kiedy to zagrał ostatni koncert w Stanach Zjednoczonych przed zawieszeniem działalności koncertowej. Miało to miejsce w Hollywood Palladium, podczas benefisu Johna Norwooda Fishera z grupy Fishbone. Zespół zagrał wówczas 20-minutowy akustyczny występ, gdzie wykonał 4 utwory. Ponowny występ „bez prądu” miał miejsce 10 kwietnia 1996 w Majestic Theatre w Brooklyn Academy of Music w Nowym Jorku i odbył się w ramach popularnego cyklu MTV Unplugged. Koncert został zarejestrowany i ukazał się na albumie koncertowym Unplugged.
W związku ze wspomnianą trasą, zespół przygotował specjalny zestaw utworów, pośród których znalazły się kompozycje bardzo rzadko wykonywane na tradycyjnych koncertach grupy. Po raz pierwszy od 30 sierpnia 1991 i czasów tournée Facelift Tour, na żywo zabrzmiał utwór „I Can’t Remember”. Kompozycja „Love, Hate, Love” była po raz pierwszy wykonywana w wersji akustycznej. Utwory jak „Brother”, „Don’t Follow” oraz „Killer is Me”, regularnie wykonywane były dotychczas jedynie w ramach Finish What we Started Tour z 2006. Ponadto kwartet do setlisty włączył covery z repertuaru takich wykonawców jak Elton John, The Doors czy The Who. W celach promocyjnych, na rynku ukazały się nowe koszulki z logiem trasy.

## Daty i miejsca koncertów

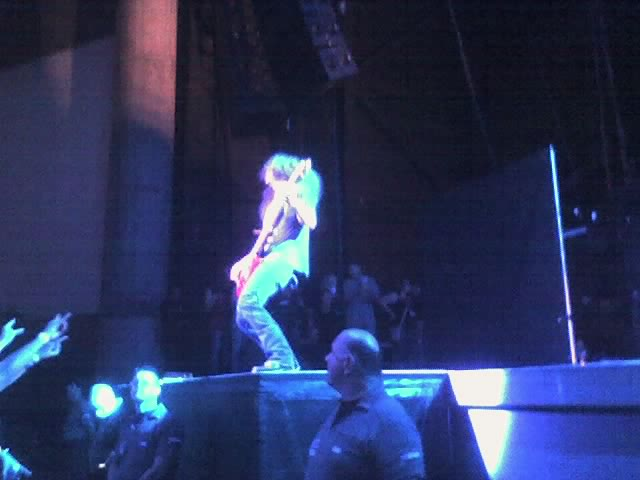
Mike Inez podczas koncertu w Tampa, 6 października 2007

| Data                                | Miasto            | Kraj              | Obiekt                               | Support     | Wsparcie        |
| ----------------------------------- | ----------------- | ----------------- | ------------------------------------ | ----------- | --------------- |
| Stany Zjednoczone Re-Evolution Tour |                   |                   |                                      |             |                 |
| 5 sierpnia 2007                     | Baltimore         | Stany Zjednoczone | Pimlico Race Course                  |             | Velvet Revolver |
| 6 sierpnia 2007                     | Verona            | Stany Zjednoczone | Turning Stone Resort & Casino        |             | Velvet Revolver |
| 8 sierpnia 2007                     | Sturgis           | Stany Zjednoczone | Buffalo Chip Campground              |             | Velvet Revolver |
| 11 sierpnia 2007                    | Montreal          | Kanada            | Centre Bell                          | Kill Hannah | Velvet Revolver |
| 12 sierpnia 2007                    | Toronto           | Kanada            | Molson Canadian Amphitheatre         | Kill Hannah | Velvet Revolver |
| 14 sierpnia 2007                    | Mansfield         | Stany Zjednoczone | Xfinity Center                       | Kill Hannah | Velvet Revolver |
| 16 sierpnia 2007                    | Darien            | Stany Zjednoczone | Darien Lake Performing Arts Center   | Kill Hannah | Velvet Revolver |
| 17 sierpnia 2007                    | Holmdel Township  | Stany Zjednoczone | PNC Bank Arts Center                 | Kill Hannah | Velvet Revolver |
| 18 sierpnia 2007                    | Wantagh           | Stany Zjednoczone | Nikon at Jones Beach Theater         | Kill Hannah | Velvet Revolver |
| 20 sierpnia 2007                    | Camden            | Stany Zjednoczone | BB&T Pavilion                        | Kill Hannah | Velvet Revolver |
| 21 sierpnia 2007                    | Uncasville        | Stany Zjednoczone | Mohegan Sun Arena                    | Kill Hannah | Velvet Revolver |
| 23 sierpnia 2007                    | Saratoga Springs  | Stany Zjednoczone | Saratoga Performing Arts Center      | Kill Hannah | Velvet Revolver |
| 24 sierpnia 2007                    | Scranton          | Stany Zjednoczone | The Pavilion                         | Kill Hannah | Velvet Revolver |
| 25 sierpnia 2007                    | Atlantic City     | Stany Zjednoczone | Borgata Hotel and Casino             | Kill Hannah | Velvet Revolver |
| 27 sierpnia 2007                    | Clarkston         | Stany Zjednoczone | DTE Energy Music Theatre             | Kill Hannah | Velvet Revolver |
| 28 sierpnia 2007                    | Tinley Park       | Stany Zjednoczone | Hollywood Casino Amphitheatre        | Kill Hannah | Velvet Revolver |
| 29 sierpnia 2007                    | Saint Paul        | Stany Zjednoczone | Xcel Energy Center                   | Kill Hannah | Velvet Revolver |
| Stany Zjednoczone Acoustic Hour     |                   |                   |                                      |             |                 |
| 31 sierpnia 2007                    | Milwaukee         | Stany Zjednoczone | Eagles Ballroom                      |             |                 |
| 1 września 2007                     | Saint Louis       | Stany Zjednoczone | The Pageant                          |             |                 |
| Stany Zjednoczone Re-Evolution Tour |                   |                   |                                      |             |                 |
| 7 września 2007                     | Vancouver         | Kanada            | Pacific Coliseum                     |             | Velvet Revolver |
| 8 września 2007                     | George            | Stany Zjednoczone | The Gorge Amphitheatre               | Sparta      | Velvet Revolver |
| 11 września 2007                    | Santa Barbara     | Stany Zjednoczone | Santa Barbara Bowl                   | Sparta      | Velvet Revolver |
| 12 września 2007                    | Fresno            | Stany Zjednoczone | Selland Arena                        | Sparta      | Velvet Revolver |
| 14 września 2007                    | Concord           | Stany Zjednoczone | Concord Pavilion                     | Sparta      | Velvet Revolver |
| 15 września 2007                    | Marysville        | Stany Zjednoczone | Sleep Train Amphitheatre             | Sparta      | Velvet Revolver |
| 16 września 2007                    | Chula Vista       | Stany Zjednoczone | Sleep Train Amphitheatre             | Sparta      | Velvet Revolver |
| 18 września 2007                    | Phoenix           | Stany Zjednoczone | Ak-Chin Pavilion                     | Sparta      | Velvet Revolver |
| 20 września 2007                    | Irvine            | Stany Zjednoczone | Irvine Meadows Amphitheatre          | Sparta      | Velvet Revolver |
| 21 września 2007                    | Las Vegas         | Stany Zjednoczone | Mandalay Bay Events Center           | Sparta      | Velvet Revolver |
| 22 września 2007                    | Tucson            | Stany Zjednoczone | Anselmo Valencia Tori Amphitheater   | Sparta      | Velvet Revolver |
| 24 września 2007                    | Greenwood Village | Stany Zjednoczone | Fiddler’s Green Amphitheatre         | Sparta      | Velvet Revolver |
| 25 września 2007                    | Albuquerque       | Stany Zjednoczone | Isleta Amphitheater                  | Sparta      | Velvet Revolver |
| 27 września 2007                    | Dallas            | Stany Zjednoczone | Gexa Energy Pavilion                 | Sparta      | Velvet Revolver |
| 28 września 2007                    | The Woodlands     | Stany Zjednoczone | Cynthia Woods Mitchell Pavilion      | Sparta      | Velvet Revolver |
| Stany Zjednoczone Acoustic Hour     |                   |                   |                                      |             |                 |
| 29 września 2007                    | Austin            | Stany Zjednoczone | Antone's                             |             |                 |
| 1 października 2007                 | Nowy Orlean       | Stany Zjednoczone | House of Blues                       |             |                 |
| Stany Zjednoczone Re-Evolution Tour |                   |                   |                                      |             |                 |
| 2 października 2007                 | Pelham            | Stany Zjednoczone | Oak Mountain Amphitheatre            | Sparta      | Velvet Revolver |
| 3 października 2007                 | Atlanta           | Stany Zjednoczone | Aaron's Amphitheatre                 | Sparta      | Velvet Revolver |
| 5 października 2007                 | Mobile            | Stany Zjednoczone | Bayfest Downtown Mobile              | Sparta      | Velvet Revolver |
| 6 października 2007                 | Tampa             | Stany Zjednoczone | MidFlorida Credit Union Amphitheatre | Sparta      | Velvet Revolver |
| 7 października 2007                 | West Palm Beach   | Stany Zjednoczone | Perfect Vodka Amphitheatre           | Sparta      | Velvet Revolver |
| 9 października 2007                 | Southaven         | Stany Zjednoczone | Snowden Grove Park                   | Sparta      | Velvet Revolver |
| Stany Zjednoczone Acoustic Hour     |                   |                   |                                      |             |                 |
| 11 października 2007                | Lake Buena Vista  | Stany Zjednoczone | House of Blues                       |             |                 |
| 12 października 2007                | Jacksonville      | Stany Zjednoczone | Plush Entertainment Complex          |             |                 |
| 13 października 2007                | Myrtle Beach      | Stany Zjednoczone | House of Blues                       |             |                 |
| 15 października 2007                | Norfolk           | Stany Zjednoczone | Norva Theatre                        |             |                 |
| 16 października 2007                | Asheville         | Stany Zjednoczone | Thomas Wolfe Auditorium              |             |                 |
| 17 października 2007                | Nashville         | Stany Zjednoczone | Ryman Auditorium                     |             |                 |
| 19 października 2007                | Tulsa             | Stany Zjednoczone | Cain’s Ballroom                      |             |                 |
| 20 października 2007                | Columbia          | Stany Zjednoczone | The Blue Note                        |             |                 |
| 21 października 2007                | Kansas City       | Stany Zjednoczone | Uptown Theater                       |             |                 |
| 23 października 2007                | Denver            | Stany Zjednoczone | Ogden Theatre                        |             |                 |
| 25 października 2007                | Las Vegas         | Stany Zjednoczone | The Joint                            |             |                 |
| Stany Zjednoczone Re-Evolution Tour |                   |                   |                                      |             |                 |
| 12 grudnia 2007                     | Universal City    | Stany Zjednoczone | Gibson Amphitheatre                  |             | Velvet Revolver |

## Lista koncertów
| Mapy |
| --- |
| BaltimoreVeronaSturgisMontrealTorontoMansfieldDarienHolmdel TownshipWantaghCamdenUncasvilleSaratogaScrantonAtlantic CityClarkstonTinley ParkSaint PaulMilwaukeeSaint LouisVancouverGeorgeSanta BarbaraFresnoConcordMarysvilleChula VistaPhoenixIrvineLas VegasTucsonEnglewoodAlbuquerqueDallasThe WoodlandsPelhamAtlantaMobileTampaWest Palm BeachSouthavenUniversal City Miasta w Stanach Zjednoczonych i Kanadzie, które objęła trasa Re-Evolution Tour. MilwaukeeSaint LouisAustinNowy OrleanLake Buena VistaJacksonvilleMyrtle BeachNorfolkAshevilleNashvilleTulsaColumbiaKansas CityDenverLas Vegas Miasta w Stanach Zjednoczonych, które objęła trasa Acoustic Hour. |

## Lista utworów
| Re-Evolution Tour |
| --- |
| - „We Die Young” - „Man in the Box” - „Love, Hate, Love” - „It Ain’t Like That” - „Them Bones” - „Dam That River” - „Rain When I Die” - „Down in a Hole” - „Rooster” - „Junkhead” - „Dirt” - „Angry Chair” - „Would?” - „Nutshell” - „No Excuses” - „Grind” - „Sludge Factory” - „Heaven Beside You” - „Again” |

| Acoustic Hour |
| --- |
| - „I Can’t Remember” (pierwsze wykonanie od 1991) - „Love, Hate, Love” - „Brother” - „Got Me Wrong” - „Down in a Hole” - „Rooster” - „Angry Chair” - „Would?” - „Nutshell” - „No Excuses” - „Don’t Follow” - „Heaven Beside You” - „Sludge Factory” - „Killer is Me” - „Squeeze Box” (The Who cover) - „Curtains” (Elton John cover) - „Captain Fantastic and the Brown Dirt Cowboy” (Elton John cover) - „Roadhouse Blues” (The Doors cover) |

Setlisty Re-Evolution Tour

| Montreal (11.08.2007) |
| --- |
| 1. „Again” 2. „Grind” 3. „We Die Young” 4. „Them Bones” 5. „Down in a Hole” 6. „No Excuses” 7. „Angry Chair” 8. „Man in the Box” 9. „Would?” 10. „Rooster” 11. „Rain When I Die” |

| Toronto (12.08.2007) |
| --- |
| 1. „Again” 2. „Grind” 3. „We Die Young” 4. „Them Bones” 5. „Down in a Hole” 6. „Rain When I Die” 7. „No Excuses” 8. „Angry Chair” 9. „Man in the Box” 10. „Would?” 11. „Rooster” |

| Mansfield (14.08.2007) |
| --- |
| 1. „Again” 2. „Grind” 3. „We Die Young” 4. „Them Bones” 5. „Down in a Hole” 6. „Junkhead” 7. „Rain When I Die” 8. „Angry Chair” 9. „Man in the Box” 10. „Would?” 11. „Rooster” |

| Darien (16.08.2007) |
| --- |
| 1. „Again” 2. „Grind” 3. „We Die Young” 4. „Them Bones” 5. „Down in a Hole” 6. „Rain When I Die” 7. „Sludge Factory” 8. „Angry Chair” 9. „Man in the Box” 10. „Would?” 11. „Rooster” |

| Wantagh (18.08.2007) |
| --- |
| 1. „Again” 2. „Grind” 3. „We Die Young” 4. „Them Bones” 5. „Down in a Hole” 6. „Rain When I Die” 7. „No Excuses” 8. „Angry Chair” 9. „Man in the Box” 10. „Would?” 11. „Rooster” |

| Camden (20.08.2007) |
| --- |
| 1. „Again” 2. „Grind” 3. „We Die Young” 4. „Them Bones” 5. „Down in a Hole” 6. „Rain When I Die” 7. „Dirt” 8. „Angry Chair” 9. „Man in the Box” 10. „Would?” 11. „Rooster” |

| Uncasville (21.08.2007) |
| --- |
| 1. „Again” 2. „Grind” 3. „We Die Young” 4. „Them Bones” 5. „Down in a Hole” 6. „Love, Hate, Love” 7. „It Ain’t Like That” 8. „Angry Chair” 9. „Man in the Box” 10. „Would?” 11. „Rooster” |

| Scranton (24.08.2007) |
| --- |
| 1. „Again” 2. „Grind” 3. „We Die Young” 4. „Them Bones” 5. „Dam That River” 6. „Rain When I Die” 7. „Heaven Beside You” 8. „Angry Chair” 9. „Man in the Box” 10. „Would?” 11. „Rooster” |

| Atlantic City (25.08.2007) |
| --- |
| 1. „Again” 2. „Grind” 3. „We Die Young” 4. „Them Bones” 5. „Dam That River” 6. „Rain When I Die” 7. „Nutshell” 8. „It Ain’t Like That” 9. „Man in the Box” 10. „Would?” 11. „Rooster” |

| Clarkston (27.08.2007) |
| --- |
| 1. „Again” 2. „Grind” 3. „We Die Young” 4. „Them Bones” 5. „Dam That River” 6. „Rain When I Die” 7. „Nutshell” 8. „It Ain’t Like That” 9. „Man in the Box” 10. „Would?” 11. „Rooster” |

| Saint Louis (29.08.2007) |
| --- |
| 1. „Again” 2. „Grind” 3. „We Die Young” 4. „Them Bones” 5. „Dam That River” 6. „Rain When I Die” 7. „It Ain’t Like That” 8. „Nutshell” 9. „Man in the Box” 10. „Would?” 11. „Rooster” |

| Vancouver (07.09.2007) |
| --- |
| 1. „Again” 2. „Grind” 3. „We Die Young” 4. „Them Bones” 5. „Dam That River” 6. „Rain When I Die” 7. „Nutshell” 8. „It Ain’t Like That” 9. „Man in the Box” 10. „Would?” 11. „Rooster” |

| George (08.09.2007) |
| --- |
| 1. „Again” 2. „Grind” 3. „We Die Young” 4. „Them Bones” 5. „Rain When I Die” 6. „Dam That River” 7. „Nutshell” 8. „Junkhead” 9. „It Ain’t Like That” 10. „Man in the Box” 11. „Would?” 12. „Rooster” |

| Fresno (12.09.2007) |
| --- |
| 1. „Again” 2. „Grind” 3. „We Die Young” 4. „Them Bones” 5. „Dam That River” 6. „Rain When I Die” 7. „Nutshell” 8. „Dirt” 9. „Angry Chair” 10. „Man in the Box” 11. „Would?” 12. „Rooster” |

| Phoenix (18.09.2007) |
| --- |
| 1. „Again” 2. „Grind” 3. „We Die Young” 4. „Them Bones” 5. „Dam That River” 6. „Rain When I Die” 7. „Down in a Hole” 8. „Heaven Beside You” 9. „Angry Chair” 10. „Man in the Box” 11. „Would?” 12. „Rooster” |

| Las Vegas (21.09.2007) |
| --- |
| 1. „Again” 2. „Grind” 3. „We Die Young” 4. „Them Bones” 5. „Dam That River” 6. „Rain When I Die” 7. „Down in a Hole” 8. „Heaven Beside You” 9. „Angry Chair” 10. „Man in the Box” 11. „Would?” 12. „Rooster” |

| Englewood (24.09.2007) |
| --- |
| 1. „Again” 2. „Grind” 3. „We Die Young” 4. „Them Bones” 5. „Dam That River” 6. „Rain When I Die” 7. „Sludge Factory” 8. „No Excuses” 9. „Angry Chair” 10. „Man in the Box” 11. „Would?” 12. „Rooster” |

| Albuquerque (25.09.2007) |
| --- |
| 1. „Again” 2. „Grind” 3. „We Die Young” 4. „Them Bones” 5. „Dam That River” 6. „Rain When I Die” 7. „Sludge Factory” 8. „No Excuses” 9. „Angry Chair” 10. „Man in the Box” 11. „Rooster” |

| Atlanta (03.10.2007) |
| --- |
| 1. „Again” 2. „Grind” 3. „We Die Young” 4. „Them Bones” 5. „Sludge Factory” 6. „Rain When I Die” 7. „No Excuses” 8. „Nutshell” 9. „Angry Chair” 10. „Man in the Box” 11. „Would?” 12. „Rooster” |

| Tampa (06.10.2007) |
| --- |
| 1. „Again” 2. „Grind” 3. „We Die Young” 4. „Them Bones” 5. „Dam That River” 6. „Rain When I Die” 7. „Down in a Hole” 8. „No Excuses” 9. „Angry Chair” 10. „Man in the Box” 11. „Would?” 12. „Rooster” |

| West Palm Beach (06.10.2007) |
| --- |
| 1. „Again” 2. „Grind” 3. „We Die Young” 4. „Them Bones” 5. „Dam That River” 6. „Rain When I Die” 7. „Down in a Hole” 8. „No Excuses” 9. „Angry Chair” 10. „Man in the Box” 11. „Would?” 12. „Rooster” |

Setlisty Acoustic Hour

| Milwaukee (31.08.2007) |
| --- |
| 1. „Don’t Follow” 2. „Heaven Beside You” 3. „Brother” 4. „I Can’t Remember” (pierwsze wykonanie od 1991) 5. „Nutshell” 6. „Killer is Me” 7. „Love, Hate, Love” 8. „Sludge Factory” 9. „Roadhouse Blues” (jam The Doors cover) / „Angry Chair” 10. „No Excuses” 11. „Down in a Hole” 12. „Got Me Wrong” 13. „Would?” Bis: 1. „Captain Fantastic and the Brown Dirt Cowboy” (Elton John cover) 2. „Squeeze Box” (The Who cover) 3. „Rooster” |

| Saint Louis (01.09.2007) |
| --- |
| 1. „Don’t Follow” 2. „Heaven Beside You” 3. „Brother” 4. „I Can’t Remember” 5. „Nutshell” 6. „Killer is Me” 7. „Love, Hate, Love” 8. „Angry Chair” 9. „Sludge Factory” 10. „No Excuses” 11. „Down in a Hole” 12. „Got Me Wrong” Bis: 1. „Captain Fantastic and the Brown Dirt Cowboy” (Elton John cover) 2. „Squeeze Box” (The Who cover) 3. „Would?” 4. „Rooster” |

| Austin (29.09.2007) |
| --- |
| 1. „Don’t Follow” 2. „Heaven Beside You” 3. „Brother” 4. „I Can’t Remember” 5. „Nutshell” 6. „Killer is Me” 7. „Sludge Factory” 8. „Love, Hate, Love” 9. „No Excuses” 10. „Down in a Hole” 11. „Angry Chair” (feat. Scott Weiland) 12. „Got Me Wrong” Bis: 1. „Curtains” (Elton John cover) 2. „Squeeze Box” (The Who cover) 3. „Would?” 4. „Rooster” |

| Nowy Orlean (01.10.2007) |
| --- |
| 1. „Don’t Follow” 2. „Heaven Beside You” 3. „Brother” 4. „I Can’t Remember” 5. „Nutshell” 6. „Killer is Me” 7. „Sludge Factory” 8. „Love, Hate, Love” 9. „No Excuses” 10. „Down in a Hole” 11. „Angry Chair” 12. „Got Me Wrong” Bis: 1. „Curtains” (Elton John cover) 2. „Squeeze Box” (The Who cover) 3. „Would?” 4. „Rooster” |

| Myrtle Beach (13.10.2007) |
| --- |
| 1. „Don’t Follow” 2. „Heaven Beside You” 3. „Brother” 4. „I Can’t Remember” 5. „Nutshell” 6. „Killer is Me” 7. „Angry Chair” 8. „Sludge Factory” 9. „Love, Hate, Love” 10. „No Excuses” 11. „Down in a Hole” 12. „Got Me Wrong” Bis: 1. „Curtains” (Elton John cover) 2. „Squeeze Box” (The Who cover) 3. „Would?” 4. „Rooster” |

| Nashville (17.10.2007) |
| --- |
| 1. „Don’t Follow” 2. „Heaven Beside You” 3. „Brother” 4. „I Can’t Remember” 5. „Nutshell” 6. „Killer is Me” 7. „Angry Chair” 8. „Sludge Factory” 9. „Love, Hate, Love” 10. „No Excuses” 11. „Down in a Hole” 12. „Got Me Wrong” Bis: 1. „Curtains” (Elton John cover) 2. „Squeeze Box” (The Who cover) 3. „Would?” 4. „Rooster” |

| Tulsa (19.10.2007) |
| --- |
| 1. „Don’t Follow” 2. „Heaven Beside You” 3. „Brother” 4. „I Can’t Remember” 5. „Killer is Me” 6. „Nutshell” 7. „Love, Hate, Love” 8. „Sludge Factory” 9. „Angry Chair” 10. „Down in a Hole” 11. „No Excuses” 12. „Got Me Wrong” Bis: 1. „Curtains” (Elton John cover) 2. „Squeeze Box” (The Who cover) 3. „Would?” 4. „Rooster” |

| Columbia (20.10.2007) |
| --- |
| 1. „Heaven Beside You” 2. „Brother” 3. „I Can’t Remember” 4. „Nutshell” 5. „Killer is Me” 6. „Angry Chair” 7. „Sludge Factory” 8. „Love, Hate, Love” 9. „No Excuses” 10. „Down in a Hole” 11. „Got Me Wrong” Bis: 1. „Curtains” (Elton John cover) 2. „Squeeze Box” (The Who cover) 3. „Would?” 4. „Rooster” |

| Kansas City (21.10.2007) |
| --- |
| 1. „Don’t Follow” 2. „Heaven Beside You” 3. „Brother” 4. „I Can’t Remember” 5. „Nutshell” 6. „Killer is Me” 7. „Angry Chair” 8. „Sludge Factory” 9. „Love, Hate, Love” 10. „No Excuses” 11. „Down in a Hole” 12. „Got Me Wrong” Bis: 1. „Curtains” (Elton John cover) 2. „Squeeze Box” (The Who cover) 3. „Would?” 4. „Rooster” |

| Las Vegas (25.10.2007) |
| --- |
| 1. „Heaven Beside You” 2. „Brother” 3. „I Can’t Remember” 4. „Nutshell” 5. „Killer is Me” 6. „Angry Chair” 7. „Sludge Factory” 8. „Love, Hate, Love” 9. „No Excuses” 10. „Down in a Hole” 11. „Got Me Wrong” Bis: 1. „Would?” 2. „Rooster” |

## Skład
Re-Evolution Tour
- William DuVall – śpiew, gitara rytmiczna, wokal wspierający
- Jerry Cantrell – śpiew, gitara prowadząca, wokal wspierający
- Mike Inez – gitara basowa, wokal wspierający
- Sean Kinney – perkusja

Acoustic Hour
- William DuVall – śpiew, gitara akustyczna, wokal wspierający
- Jerry Cantrell – śpiew, gitara akustyczna, wokal wspierający
- Mike Inez – gitara basowa
- Sean Kinney – perkusja

## Support
- Kill Hannah  (11–29 sierpnia 2007)[2]
- Sparta (8 września–9 października 2007)[2]